# Melody (Spaanse zangeres)
Melodía Ruiz Gutiérrez (Dos Hermanas, 12 oktober 1990), beter bekend onder haar artiestennaam Melody, is een Spaanse popzangeres.

## Biografie
Melody groeide op in een muzikale familie. Enkele naaste familieleden speelden in de band Los Quillos. Haar ouders zijn oud-danseres Ana Gutierrez en Los Quillos-zanger Lorenzo Ruiz.
Melody brak als kind door als zangeres. Haar eerste single, El baile del gorila (Nederlands: De gorilladans), bereikte in 2001 de eerste plaats in Spanje en was ook succesvol in Latijns-Amerika. In datzelfde jaar maakte ze een uitgebreide tournee door Zuid-Amerika, Midden-Amerika en de Caraïben. Haar debuutalbum De pata negra kreeg in 2002 een Grammynominatie voor het beste kinderalbum. Haar tweede cd Muévete verscheen in december 2002 en werd wederom gevolgd door een tournee door Latijns-Amerika in 2003. In sommige steden die ze aandeed werden meerdere concerten op rij gedaan. Haar derde cd, T.Q.M., kwam uit in 2003 en bereikte de eerste plaats in Spanje en de zevende plaats in Frankrijk.
Op haar album uit 2004, Melodía, liet Melody een meer volwassen geluid horen. Hierna bracht ze drie jaar geen albums uit, om door te kunnen groeien qua persoonlijkheid en muziek. In 2008 verscheen Los buenos días, dat een nog volwassener geluid en tekstkeuze liet horen. Ze schreef zelf mee aan een gedeelte van de nummers en was ook meer betrokken bij het opnameproces.
In 2009 deed Melody mee aan de Spaanse nationale voorronde voor het Eurovisiesongfestival 2009 in Moskou. Met het nummer Amante de la luna eindigde ze in de finale nipt als tweede achter Soraya. Beide zangeressen kregen evenveel punten, maar Soraya werd de Spaanse inzending omdat zij een hogere score had behaald bij de televoting.
In 2014 verscheen Melody's zesde studioalbum Mucho camino por andar. Een jaar later volgde de single In my mind, het themalied van de film It's now or never, waar ze zelf in meespeelde. Onder de naam Melek 2 bracht ze in 2015 een single uit met haar broer Eleazar.
Zestien jaar na haar eerste poging deed Melody in 2025 opnieuw een gooi om voor Spanje naar het Eurovisiesongfestival te gaan. Met het nummer Esa diva nam ze deel aan Benidorm Fest (de Spaanse nationale voorronde) en wist deze met steun van de televoters uiteindelijk te winnen. Het Eurovisiesongfestival 2025 vindt plaats in het Zwitserse Bazel en Spanje is zoals gewoonlijk rechtstreeks geplaatst voor de finale.

## Discografie

### Albums
- De pata negra (2001)
- Muévete (2002)
- T.Q.M. (2003)
- Melodía (2004)
- Los buenos días (2008)
- Mucho camino por andar (2014)

### Singles
- El baile del gorila (2001)
- De pata negra (2001)
- Muévete (2002)
- Será (2003)
- Dabadabadá (2003)
- No sé (2003)
- Y ese niño (2004)
- La novia es chiquita (2004)
- Te digo adiós (2008)
- Amante de la luna (2009)
- Ten cuidaíto conmigo (2012)
- Hoy me voy (2004) (met DJ Pana)
- Mucho camino por andar (2014)
- In my mind (2015)
- Parapapá (2018)
- Rúmbame (2019)
- Las cosas del amor (2020)
- Sin ley (2021)
- Sobe son (2022)
- Mujer loba (2023)
- El trato (2023)
- Bandido (2024)
- Esa diva (2024)

- Biblioteca Nacional de España: XX1538961
- International Standard Name Identifier: 0000 0003 9916 9430
- MusicBrainz: 8f4e0662-ab3d-4f69-8088-d406a440aac7
- Nationale Bibliotheek van Israël: 987007324809405171